# Konrad Kreßmann

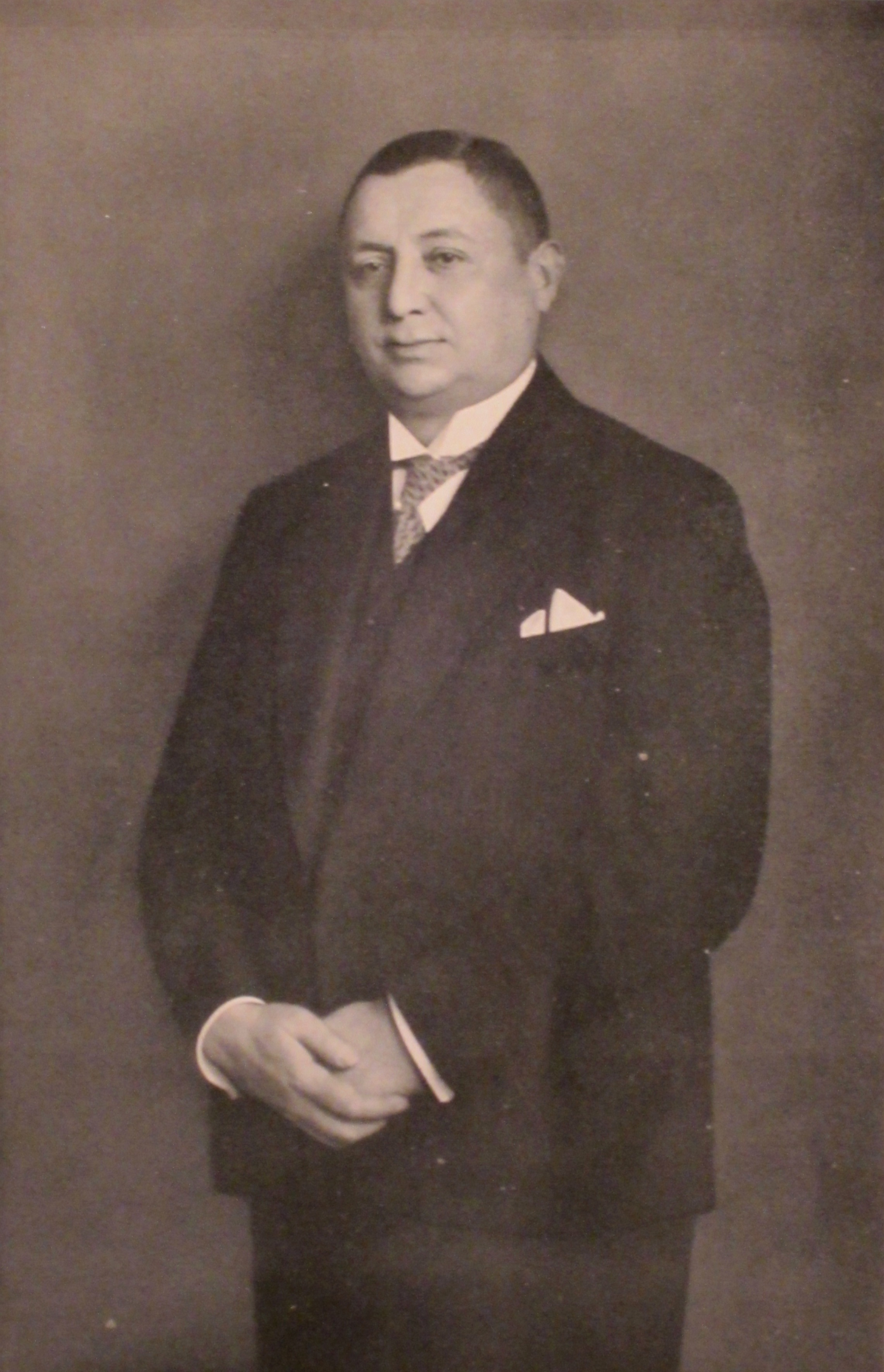
Konrad Kreßmann um 1935

Konrad Kreßmann (* 18. Dezember 1875 in Gützkow; † 1943) war ein deutscher Unternehmer.
Der Vater Carl (I.) Kreßmann, einer Familie von Knechten und Handwerkern entstammend, hatte es in Gützkow als Maurermeister zu einigem Wohlstand gebracht. Er hatte sieben Söhne und drei Töchter, u. a. Carl (II.), den ältesten Sohn, Wilhelm und Emil (* 1877).
Nach der Schulzeit in Gützkow machte Konrad Kreßmann auf Vermittlung seines Bruders Carl eine kaufmännische Lehre in Bernburg und Halberstadt und gründete mit den drei o. g. Brüdern in Aschersleben ein Geschäft. 1910 übernahm Konrad Kreßmann die Firma Rudolf Honig in Schwerin. 1926 ließ er  das Kaufhaus Kressmann in Schwerin bauen. Mitte der 1930er Jahre hatte er bereits rund 200 Angestellte.
Die Brüder blieben ledig und kinderlos bis auf Wilhelm. Dessen Sohn Carl Kreßmann (Carl III.) leitete bei seinem Onkel Konrad das Kaufhaus Honig in Schwerin.
Am 18. Dezember 1922, seinem Geburtstag, stiftete Konrad 25.000 Mark für die Armenkasse in Gützkow. Sein Bruder Emil gab weitere 5.000 Mark dazu. In Gützkow wurde eine Straße nach den Gebrüdern Kreßmann benannt. Die beiden wurden am 27. Februar 1933 Ehrenbürger der Stadt.
Das heutige Textilhaus Kressmann GmbH & Co. KG in Schwerin wird von Familienangehörigen der fünften Generation geführt. 